# Colector de polvo

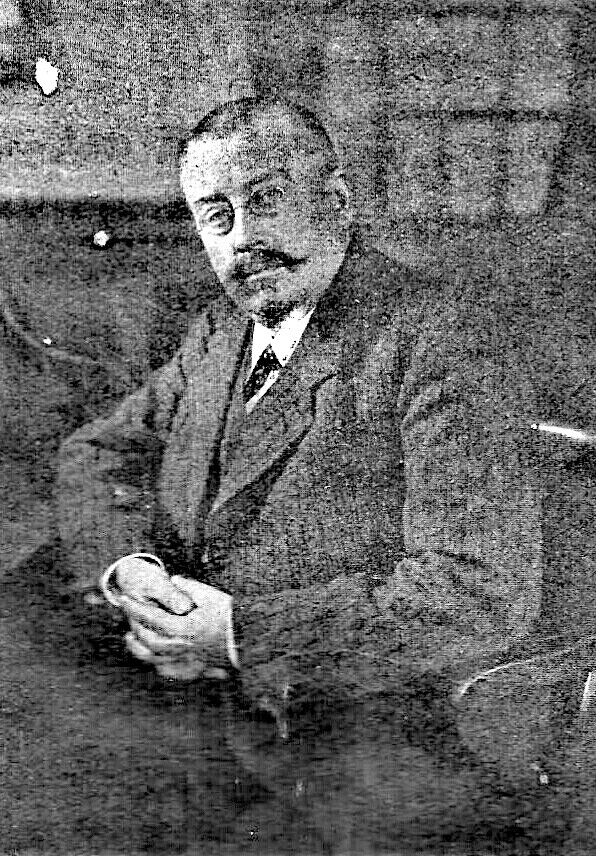
Wilhelm Beth

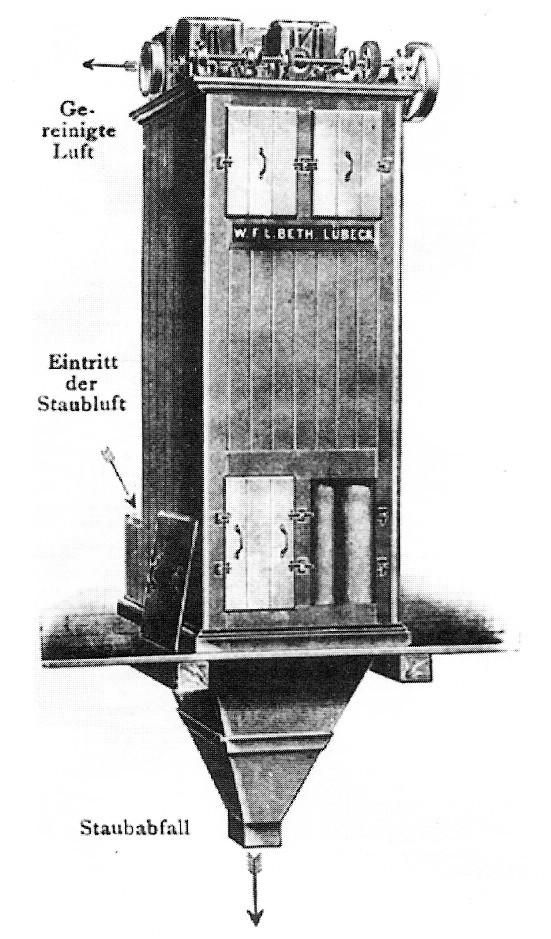
„Beth“-Colector „KS“ (1910)

Colector de polvo en una planta de asfalto

Un colector de polvo es un sistema que mejora la calidad del aire liberado por procesos industriales o comerciales mediante la recolección de polvo y otras impurezas de un gas o aire. Fue diseñado para separar grandes volúmenes de gas, y consiste en un escape de gas, un filtro de polvo, un limpiador del filtro, y un receptáculo o un sistema removedor del polvo. Se diferencia de los limpiadores de aire en que utilizan un filtro para remover el polvo. El padre de los colectores de polvo fue Wilhelm Beth de Lubeca.
Los colectores de polvos controlan las áreas con polvos fugitivos donde la salud, higiene, limpieza y el medio ambiente pueden verse afectados. En ambos casos, la selección correcta del colector de polvo representa ahorro de energía.
Estos equipos se emplean principalmente para el manejo de materiales sólidos pulverulentos, por ejemplo en la industria química, minera, laboratorios y en todo lugar donde al manejar graneles o procesos que emitan polvos. Su operación es automática, muy sencilla, con consumos de energía moderados y no requiere supervisión para su operación, así como tampoco mantenimientos especializados, cumpliendo con las normas oficiales de calidad del aire, con una eficiencia superior al 99%, en la filtración de polvos y partículas que se capturan.
Un buen colector de polvo requiere un sistema completo que capture, colecte y descargue eficientemente las emisiones de distintos tipos de procesos industriales.
La primera prioridad en la planificación de un sistema de recolección de polvo debe ser determinar la información básica del proyecto, tan completa como sea posible. Esta debe incluir características específicas acerca del polvo que será recolectado, corrientes de aire o gas, así como también los límites aceptables de emisiones, la ubicación y requisitos de la planta. Para después poder realizar una evacuación de la prevención de contaminantes o planes de control.
Existen diversos tipos de colectores de polvo que se identifican fácilmente por el medio de filtración empleado, puede ser un colector de cartuchos intercambiables de manera independiente o de mangas de tela las cuales se insertan en canastillas metálicas para brindarles soporte. Estas últimas suelen ser de fabricación especial para cada tipo de colector, por lo cual es importante considerar a un fabricante tanto de mangas como de canastillas para realizar el mantenimiento.
En el caso de los cartuchos, existen algunas marcas y modelos que manejan sus propios cartuchos, sin embargo en el mercado también encontramos cartuchos compatibles con diversas marcas, los cuales resultan más económicos sin perder eficiencia en la filtración ni incrementando el consumo energético.
Finalmente, los colectores industriales necesitan ser rentables y cada vez más eficientes para capturar partículas de polvo fino con el fin de cumplir con las normas más estrictas. Los colectores de polvo en general alcanzan estos objetivos mejor que cualquier otro sistema.